# Epulon
Epulon (tresviri epulones, septemviri epulones, septemviri epulonum) – członek kapłańskiego kolegium w starożytnym Rzymie odpowiedzialny za urządzanie biesiad kultowych.
Epulonowie należeli do jednego z czterech wielkich kolegiów kapłańskich starożytnego Rzymu, obok pontyfików, augurów i kwindecemwirów. W 196 p.n.e. na wniosek trybuna ludowego Gajusza Licyniusza Lukullusa powołano nowe kolegium kapłańskie w postaci trzech kapłanów (tresviri epulones). Pierwszy skład kolegium stanowili: sam wnioskodawca, czyli Gajusz Licyniusz Lukullus oraz Publiusz Manliusz i Publiusz Porcjusz Leka. Po śmierci Publiusza Manliusza w 180 p.n.e. jego miejsce zajął młodziutki Kwintus Fulwiusz.
Do obowiązków epulonów należało urządzanie uczt (epulae) ku czci bóstw (lectisternium), szczególnie dla Jowisza (Iovis epulonum) na Kapitolu w czasie świąt i uroczystości publicznych (ludi Romani, 13 września i ludi Plebei, 15 listopada). Wcześniej obowiązki te wypełniali pontyfikowie. Za czasów Sulli liczbę epulonów zwiększono do siedmiu (septemviri epulones). Następnie Cezar powiększył ich liczbę do dziesięciu, choć nie zmieniono wtedy nazwy tego kolegium. Jednakże po śmierci Cezara powrócono do siedmioosobowego składu.
Epulonom, podobnie jak pontyfikom, przysługiwała toga praetexta, czyli toga bramowana szerokim purpurowym brzegiem.